# Ekologická problematika akvakultury
Ekologické důsledky akvakultury, která se již dlouhou dobu považuje za možné řešení výživy mnoha milionů obyvatel, jsou jevem, který je v posledních letech stále aktuálnější a stále častěji diskutován. 
Akvakultura, jak mnozí kritici tvrdí, sice zamezuje vyhynutí některých ohrožených druhů ryb tradičním rybolovem, ale ohrožuje jiné, tedy volně („divoce“) žijící druhy. K tomu může dojít tehdy, když jistý druh ryb je pěstován v prostředí, kterému je cizí. V případě úniku jen několika málo exemplářů (což se pravidelně stává) dochází tak k jejich rozšíření ve vodách, kam nepatří, kde nemají přirozených nepřátel a kde tedy silně narušují ekologickou rovnováhu. Obdobné příklady jsou známy v případě králíků v Austrálii, afrických včel od jižní až po severní Ameriku atd. To však není jediným problémem. 

## Problematika masožravých ryb
Kolem 90 procent ryb, pěstovaných v akvakulturních chovech (např. kapři v Asii), jsou „vegetáři“, tedy pojímají rostlinnou potravu. Ale většina ryb, konzumovaných v západních společnostech, jsou masožravci jako např. losos, treska, tuňák, pstruh, mořský okoun, mořský cejn apod. Jejich odchov v rybích chovech přitom nadprůměrně stoupá, mimo jiné i vzhledem k tomu, že tyto rybí druhy jsou dnes v mořích atp. již vice méně vyloveny, takže zásobování těmito rybami běžným rybolovem dnes naráží na své hranice. 
Odchov ryb v akvakulturních chovech, kde jsou ryby soustředěny na malý prostor s nemožností hledat si svou potravu ve volném moři atd. přitom znamená, že ryby musí být přikrmovány. Přitom je nutno vědět následující: aby losos (masožravec), chovaný v akvakulturním chovu, přibral 1 kilogram živé váhy, musí dostat zhruba 4 kilogramy krmiva. Přibližně 60 procent na světě získaného rybího tuku a 40 procent rybí moučky se dnes užívá jako živočišného krmiva v akvakulturách. Během několika let (psáno roku 2004) má potřeba tohoto krmiva přesáhnout možnosti jeho výroby.
K výrobě živočišného krmiva pro rybí chovy je třeba velkého množství ryb, které slouží jako potrava pro rostoucí obyvatelstvo a jsou navíc již ohrožené (jako např. sardinky nebo ančovičky), dále pak i takové rybí druhy, které jsou jako potrava sice nevhodné, jejichž stavy by však v důsledku budoucího intenzivního výlovku mohly být vážně ohroženy. 
Živočišné rybí krmivo se dnes skládá z rybího tuku a rybí moučky. Tato směs, pumpovaná do nádrží rybích chovů, obsahuje velké množství fosfátů, podporujících vývoj řas, které odebírají vodě velké množství kyslíku, a v důsledku toho dochází v okolí k vymření místní flóry a fauny. Pokusně je problém řešen umístěním chovů v zátokách s proudící vodou, takže krmivo, které „propadlo“ zařízením chovu, je distribuováno na větší plochu a je tím snížena jeho koncentrace.

## Rostlinné přikrmování
Podle dobrozdání většiny expertů se zdá být východiskem přikrmovat ryby (i masožravé) rostlinnými krmivy, které obsahují méně škodlivých látek a neohrožují stavy jiných vodních živočichů. Jedná se zejména o řepku, semena soji, semena slunečnice a kukuřici. Jejich použití je však omezeno následujícími faktory:
- masožravé ryby, které jsou krmeny rostlinnými přípravky, mohou mít jinou chuť než volně žijící exempláře (přibližně podle motta „losos, kterého krmím špenátem, chutná jako špenát“)
- výlučné krmení masožravých ryb rostlinnými přípravky brzdí jejich růst – a tedy i výtěžek (norské expertizy prokázaly, že losos snese nanejvýš 50 procent neživočišného krmiva, aniž by to omezilo jeho růst)
- mořské ryby platí mimo jiné jako zdravé i proto, že obsahují tukové kyseliny typu omega-3; rostlinné krmivo tyto kyseliny však neobsahuje vůbec nebo jen v malém množství – a ryby, krmené výlučně rostlinnou potravou, je tedy do sebe nemohou vstřebat (v poslední době se uvažuje možnost genetické manipulace příslušných rostlin)

Přesto se dnes předpokládá, že částečné přikrmování masožravých ryb rostlinným krmivem je pro budoucnost jediným možným řešením, které se prosadí.

## Shrnutí
Problematiku umělého odchovu ryb v akvakulturních chovech lze z dnešního hlediska tedy posoudit pozitivně, ovšem s následujícími, v současnosti ještě nevyřešenými problémy:
- únik ryb z chovů do jim cizího prostředí, ohrožení zde volně žijících ryb
- vliv živočišného krmiva na okolí (fosfáty – řasy – vysoká spotřeba kyslíku)
- problematika přikrmování masožravých ryb rostlinným krmivem (růst, obsah tukových kyselin typu omega-3)
- možnost genetické manipulace rostlin, používaných pro získání krmiva pro masožravé ryby